# Europa Universalis (spelserie)
Europa Universalis är en spelserie av realtidsstrategidatorspel, utvecklade och utgivna av Paradox Interactive

## Lista över Europa Universalis spel
- Europa Universalis
- Europa Universalis II
- Europa Universalis III
- Europa Universalis IV